# Laelia autumnalis
Espèce
Laelia autumnalis est une espèce d'orchidées du genre Laelia originaire d'Amérique centrale.

## Description
Cette orchidée forme des pseudobulbes ovoïdes portant à leurs sommet 2 à 3 feuilles épaisses lancéolées. Les hampes florales sortent au sommet de nouveaux pseudobulbes, entre les feuilles de celui-ci. Elles font 60 à 90 cm de long et portent des fleurs parfumées faisant 7,5 à 10 cm.

## Répartition géographique
L. autumnalis est originaire des montagnes du centre au sud du Mexique, entre 1 500 et 2 600 m d'altitude. On peut la trouver soit en épiphyte sur des chênes et des broussailles, ou en lithophyte sur des rochers couverts de mousses.